# Автомагістраль М25 (Велика Британія)
Автомагістраль M25 або Лондонська орбітальна автомагістраль — головна дорога, що оточує більшу частину Великого Лондона. Завдовжки 117 миль (188 кілометрів) автомагістраль є однією з найважливіших доріг Великої Британії та однією з найзавантаженіших. Маргарет Тетчер відкрила останню ділянку в 1986 році, зробивши M25 найдовшою кільцевою дорогою в Європі після відкриття. Дартфордський перетин завершує орбітальний маршрут, але не класифікується як автострада; вона класифікується як магістральна дорога та позначається як A282. У деяких випадках, у тому числі в таких важливих правових контекстах, як Закон про зв’язок 2003 року, M25 використовується як фактичний альтернативний кордон для Великого Лондона.
У Плані Великого Лондона Патрік Аберкромбі запропонував орбітальну автостраду навколо Лондона в  1944 році. На початку 1960-х років це перетворилося на проект Лондонські кільцеві дороги, а до 1966 року було розпочато планування двох проектів: Кільце 3 на півночі та Кільце 4 на півдні. На момент відкриття перших ділянок у 1975 році було вирішено, що кільцеві дороги будуть об’єднані в одну кільцеву автостраду. М25 був одним із перших проектів автомагістралі, який враховував екологічні проблеми, і було проведено майже 40 громадських запитів. Дорогу було побудовано за планом, незважаючи на деякі протести, які включали ділянку через Норт-Даунс і навколо лісу Еппінг, що вимагало розширення тунелю Белл-Коммон.

## Опис
M25 майже повністю оточує Великий Лондон і ненадовго проходить через нього на сході та заході. Розв’язки 1A–5 знаходяться в Кенті, 6–13 – у Сурреї, 14 і невелика частина 15 – у Гіллінгдоні, Великий Лондон, 15–16 – у Бакінгемширі, 17–25 – у Хартфордширі, а 26–31 – в Ессексі. Охорону доріг здійснює інтегрована група, що складається з сил Метрополітену, Долини Темзи, Ессекса, Кента, Хартфордшира та Суррея. Основні пункти призначення, визначені попереду на автомагістралі, включають Дартфорд-Кроссинг, Севеноукс, Гатвік, Хітроу, Вотфорд, Станстед і Брентвуд.
На схід від Лондона два кінці M25 з’єднані, щоб завершити петлю неавтомагістраллю A282 Дартфорд Кроссінг через річку Темзу між Таррек і Дартфорд. Перехід складається з подвійних двосмугових тунелів і чотирисмугового мосту QE2 (Queen Elizabeth II) з основним прольотом 450 метрів. Проїзд через міст або тунелі платний з 6 ранку до 22 вечора, розмір залежить від типу транспортного засобу. Дорога не регулюється правилами автомагістралі, тому інший транспорт може перетнути Темзу на схід від Вулвічської поромної станції, єдина переправа далі на схід — це пасажирський пором між Грейвсендом, Кент, і Тілбері, Ессекс.
На розв’язці 5 проїжджа частина M25 за годинниковою стрілкою виходить з основної подвійної проїзної частини з півночі на південь на головну здвоєну проїзну частину зі сходу на захід, а головна проїжджа частина з півночі на південь стає A21. У протилежному напрямку, на схід від точки, де M25 відходить від головної проїжджої частини зі сходу на захід, ця проїзна частина стає автомагістраллю M26. Звідси до розв’язки 8 автомагістраль M25 слідує по краю Норт-Даунс поблизу кількох історичних будівель, таких як Чивнінг, Тітсі-Плейс, Гевер-Касл і Чартвелл. Розв'язка з автомагістраллю M23 біля Рейгейта складається з чотирьох рівнів, один із небагатьох прикладів у Великій Британії. Після цього автомагістраль M25 пролягає поблизу Суррей Хіллз AONB.

## Історія

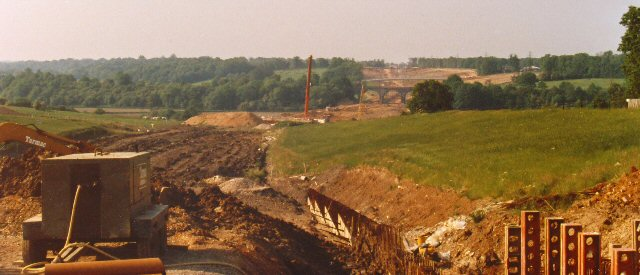
Вид на північ від пожежної станції Higher Denham у Tatling End на A40 у липні 1984 року, з п’ятиарковим віадуком Chalfont Main Line 1906 року Chiltern, який спочатку був побудований на річці Місборн

Ідея загальної об’їзної дороги навколо Лондона була вперше запропонована на початку 20 століття. Зовнішній орбітальний маршрут навколо столиці був запропонований у 1913 році та був повторно розглянутий як маршрут автомагістралі в «Огляді розвитку шосе» сера Чарльза Брессі та сера Едвіна Лутіенса в 1937 році. План графства Лондона сера Патріка Аберкромбі, 1943 рік і Великий Лондон План 1944 року передбачав серію з п'яти доріг, що оточували столицю. Північні ділянки M25 пролягають за подібним маршрутом до Зовнішнього Лондонського оборонного кільця, концентричної серії протитанкових оборонних споруд і дотів, призначених для уповільнення потенційного німецького вторгнення до столиці під час Другої світової війни. Вони були позначені як кільце D на планах Аберкомбі. Після війни 11 окремих окружних рад повідомили Міністерству транспорту, що орбітальний маршрут є «першим пріоритетом» для Лондона.
У 1964 році рада графства Лондона оголосила про план Лондонських кільцевих доріг, який складатиметься з чотирьох концентричних кілець автомагістралей навколо Лондона. Наступного року міністр транспорту Барбара Касл оголосила, що Кільце D є необхідним для будівництва. Складові частини того, що стало М25, походять з автомагістралі Кільце 3 / M16 на півночі та Кільце 4 на півдні.